# 罗兰·弗罗因德
罗兰·弗罗因德（德語：Roland Freund，1955年6月17日—），德国男子水球运动员。他曾代表西德参加1976年和1984年夏季奥林匹克运动会水球比赛，其中1984年奥运会获得一枚铜牌。